# トーレ・ピカソ
トーレ・ピカソ(Torre Picasso、ピカソタワーの意)は、スペインのマドリードにある超高層ビル。

## 概要
マドリードの高層ビジネス街・AZCA(アスカ)地区にあり、パブロ・ピカソ広場に隣接している。設計はニューヨークの世界貿易センタービルの設計者で知られる日系二世のミノル・ヤマサキ。
高さ157m、43階建てで、1988年に完成、以後、2007年までスペインで最も高い超高層ビルであった。
1999年、バスク地方の分離独立をめざすETAが、爆弾を積んだ2台のヴァンでこのビルを倒壊させようとし、グアルディア・シビルによって阻止された。